# Daten
Daten bezeichnet als Plural von Datum Fakten, Zeitpunkte oder kalendarische Zeitangaben. Als Pluralwort steht es für durch Beobachtungen, Messungen u. a. gewonnene [Zahlen]werte sowie darauf beruhende Angaben oder formulierbare Befunde.

## Allgemeines
Während Daten in der Umgangssprache Gegebenheiten, Tatsachen oder Ereignisse sind, sind Daten in der Fachsprache Zeichen, die eine Information darstellen. In verschiedenen Fachgebieten wie z. B. der Informatik, der Mathematik, der Wirtschaftstheorie, der Neurowissenschaft oder den Biowissenschaften sind unterschiedliche – meist ähnliche – Definitionen gebräuchlich. Eine einheitliche Definition gibt es bisher nicht. Das liegt auch daran, dass die verschiedenen Fachgebiete dem Begriff Daten einen unterschiedlichen Begriffsinhalt zuordnen, der nur dieses Fachgebiet betrifft.
Im Datenschutzrecht sind im Wesentlichen die personenbezogenen Daten gemeint, d. h. Angaben über natürliche Personen, z. B. das Geburtsdatum oder der Wohnort.
Für die Datenverarbeitung und (Wirtschafts-)Informatik werden Daten als Zeichen (oder Symbole) definiert, die Informationen darstellen und die dem Zweck der Verarbeitung dienen.
Die Wirtschaftstheorie beschreibt Daten als diejenigen volkswirtschaftlichen Gegebenheiten, die einen wesentlichen Einfluss auf den Ablauf der Wirtschaft haben, selbst dabei aber nicht beeinflusst werden.

## Etymologie und Sprachgebrauch
Daten oder zuvor Data sind eigentlich Pluralbildungen von Datum, das als Lehnwort aus dem Lateinischen zurückgeht auf datum ‚gegeben‘ (PPP zu lat. dare ‚geben‘) bzw. substantiviert ‚das Gegebene‘. Auf wichtigeren Schriftstücken war in der üblichen Einleitungsformel vermerkt „datum …“ („gegeben (am) …“) mit <Zeitangabe> und eventueller <Ortsangabe> – womit deren Inhalt „das Gegebene“ wurde. Die Pluralform Daten zu Datum folgt anderen Wörtern lateinischen Ursprungs wie Studien – Studium oder Individuen – Individuum.
Da sich in der deutschen Sprache die Bedeutung von „Datum“ im allgemeinen Sprachgebrauch eingeengt hat auf Kalenderdatum, wird für die Pluralbildung im Sinne von Zeitpunkten oft nicht die Wortform „Daten“ benutzt, sondern stattdessen von „Datumsangaben“ oder „Terminen“ gesprochen. Umgekehrt werden für die Einzahl von „Daten“ im weiteren Sinn als eine gegebene Messung, Information oder Zeichen(kette) dann Wörter wie „Wert“, „Angabe“ oder „Datenelement“ verwendet. Es handelt sich also um ein Pluraletantum.
Daten im Unterschied zu Information
Obwohl diese beiden Ausdrücke in der Umgangssprache oft synonym benutzt werden, unterscheidet die Informationstheorie beide dem Begriff nach grundlegend voneinander. Details und Beispiele siehe → Information.

## Recht
Das deutsche Recht verwendet an verschiedenen Stellen den Datenbegriff als Rechtsbegriff. Verwendet wird der Begriff etwa im Datenschutz (Art. 4 Nr. 1 DSGVO als personenbezogene Daten) oder im Strafrecht unter „Ausspähen von Daten“ (§ 202a StGB); „Daten“ in diesem Sinn sind „nur solche, die elektronisch, magnetisch oder sonst nicht unmittelbar wahrnehmbar gespeichert sind oder übermittelt werden.“ Diese strafrechtliche Bestimmung von Daten stellt auf die technische Sicht von Daten als maschinenlesbar codierte Zeichen ab, die an ein Speicher- oder Übertragungsmedium gebunden sind. Davon zu unterscheiden ist eine semantische Dimension von Daten als Träger von Informationen. Diese Unterscheidung hat auch eine rechtliche Bedeutung. Die Frage nach dem rechtlichen Schutz für den Informationsgehalt von Daten führt in den Anwendungsbereich des geistigen Eigentums (Urheberrecht, gewerblicher Rechtsschutz) oder des Datenschutzes. Unbefugte Veränderungen der Codierung auf einem Datenträger sind dagegen als Eingriff in das Sacheigentum am Datenträger anzusehen und damit sachenrechtlich und ggf. auch strafrechtlich relevant.
Eigentum an Daten: Ein dem Sacheigentum (§§ 903 ff. BGB) entsprechendes Eigentum an Daten kennt das Recht in Deutschland nicht. Da die Eigentumsvorschriften auf eine ausschließliche Zuordnung einer nicht beliebig vermehrbaren und eindeutig identifizierbaren Sache ausgerichtet sind, passen sie nicht zum Charakter von Daten als beliebig, fast ohne Kosten vermehrbares, nicht-rivales Gut. Wohl aber erkennt das geltende Recht ein Eigentum an Datenträgern an. Noch nicht abschließend geklärt ist bisher, inwieweit sich das Eigentum am Datenträger oder an einem Daten produzierenden Gerät auf die gespeicherten bzw. produzierten Daten erstreckt.
Das österreichische Kernstrafrecht kennt den Datenbegriff seit der Einführung des § 126a StGB (Datenbeschädigung). Im Laufe der Zeit wurden weitere Tatbestände hinzugefügt, sodass heute auch der betrügerische Datenverarbeitungsmissbrauch (§ 148a StGB), Datenfälschung (§ 225a StGB), die Störung der Funktionsfähigkeit eines Computersystems (§ 126b StGB) und diverse Vorfelddelikte (ua § 118a, § 119a und § 126c StGB) bestraft werden können.
Ferner findet sich eine differenzierte Darstellung des Begriffs im § 4 Datenschutzgesetz 2000 (DSG). So wird zwischen personenbezogenen und nicht personenbezogenen Daten unterschieden, wobei nur erstere durch das DSG geschützt werden.

## Informatik
Laut Definition der inzwischen abgelösten Norm DIN 44300 Nr. 19 waren Daten (ab 1985) „Gebilde aus Zeichen oder kontinuierliche Funktionen, die aufgrund bekannter oder unterstellter Abmachungen Informationen darstellen, vorrangig zum Zweck der Verarbeitung und als deren Ergebnis.“
Gemäß Terminologie der geltenden Norm des internationalen Technologiestandards ISO/IEC 2382-1 für Informationstechnik (seit 1993) sind Daten – Data: „a reinterpretable representation of information in a formalized manner, suitable for communication, interpretation, or processing“ – eine wieder interpretierbare Darstellung von Information in formalisierter Art, geeignet zur Kommunikation, Interpretation oder Verarbeitung.
In der Informatik und Datenverarbeitung versteht man Daten gemeinhin als (maschinen-)lesbare und -bearbeitbare, in der Regel digitale Repräsentation von Information. Ihr Inhalt wird dazu meist zunächst in Zeichen bzw. Zeichenketten kodiert, deren Aufbau strengen Regeln folgt, der sogenannten Syntax. Um aus Daten wieder die Informationen zu abstrahieren, müssen sie in einem Bedeutungskontext interpretiert werden. So kann eine Ziffernfolge wie „123456“ zum Beispiel in Abhängigkeit vom Kontext für eine Telefonnummer, eine Kontonummer oder die Anzahl von Kfz-Neuzulassungen in einem bestimmten Zeitraum stehen. Die betrachtete Zeichenfolge „123456“ oder auch „11110001001000000“ als solche kann nur als Aneinanderreihung von Ziffern erkannt werden; ihre konkrete Bedeutung wird erst im jeweils passenden Kontext (siehe Semantik) klar.
Die Speicherung von Daten erfolgt auf Datenspeichern, wie z. B. Festplatten, DVDs, Flash-Speichern oder auch Magnetbändern, früher z. B. auch Lochkarten. Diese Datenträger gelten als Hardware, während die auf oder in ihnen enthaltenen Daten als „immaterieller Begriff“ zu verstehen sind.
Die Form der Darstellung von Daten nennt man Kodierung, die Menge der dabei möglichen Zeichen nennt man Codealphabet (z. B. UTF-8). Daten können unterschiedlich kodiert sein, d. h. in unterschiedlichen Codes notieren, aber dennoch die gleiche Information repräsentieren. In der heutigen Digitaltechnik hat sich die Kodierung in binärer Form fast ausschließlich durchgesetzt. Ein Bit ist dabei die kleinste Informationseinheit. Grundsätzlich ist neben Binärcode auch die Verwendung von Alphabeten mit mehr als zwei Symbolen möglich.
- Gebräuchliche Speicherzellen kennen nur die Zustände „an“ und „aus“, die als „1“ und „0“ und damit als die Basiswerte des Binärsystems interpretiert werden.
- Speicherzellen mit mehr als einem Bit pro Zelle finden sich in Flash-Speichern, z. B. die MLC- oder TLC-Speicherzelle.
- Speicherzellen für überlagerte Quantenzustände, sogenannte Qubits, befinden sich noch im Forschungsstadium.

### Kategorisierung von Daten
Daten können wie folgt kategorisiert werden:
| Kriterium        | Arten                                                             | Definition | Beispiele |
| ---------------- | ----------------------------------------------------------------- | --- | --- |
| Strukturierung   | strukturierte Daten semistrukturierte Daten unstrukturierte Daten | Daten weisen eine gleichartige Struktur auf (Datenmodell) tragen nur einen Teil der Strukturinformation mit sich sind in einer nicht formalisierten Struktur vorhanden | Datenbanken, Dateien Extensible Markup Language (XML) Dokumente, Texte, Grafiken                                                                                          |
| Beständigkeit    | transiente Daten persistente Daten                                | flüchtig, übergangsweise vorhandene Daten dauerhaft vorhandene Daten                                                                                                   | temporäre Dateien, Mobile Subscriber Roaming Number Portable Document Format (PDF), Videodatei                                                                            |
| Digitalisierung  | analoge Daten digitale Daten                                      | stehen nicht digital zur Verfügung stehen digital zur Verfügung | analoges Foto, Schallplatte Bilddatei, Musikdatei |
| Aggregationsgrad | Mikrodaten Makrodaten                                             | auf der statistischen Mikroebene auf der statistischen Makroebene | personenbezogene Daten, Personendaten, Kundendaten, Unternehmensdaten volkswirtschaftliche Kennzahlen wie Bruttoinlandsprodukt oder Exportquote                           |
| Priorität        | Primärdaten Sekundärdaten                                         | durch Beobachtung, Messung oder Datenerhebung unmittelbar gewonnen aus Primärdatenverarbeitung gewonnen                                                                | ein Zimmer hat eine Länge von 5 Metern, die Breite beträgt 4 Meter, die Höhe 2,80 Meter hieraus lassen sich eine Fläche von 20 m² sowie der Rauminhalt von 56 m³ ableiten |

### Weitere Begriffe für Datenarten
- Anwendungsdaten sind fachlich-funktional zu verarbeitende Daten – im Gegensatz zu technischen Daten (wie Installationsdaten, Programmcode, Ausführbare Dateien usw.) Anwendungsdaten lassen sich unterscheiden nach Stammdaten, Bewegungsdaten und Bestandsdaten; siehe auch Stammdaten.
- Neartime-Daten sind Kopien von aktuellen Daten mit etwas geringerer Aktualität als die Originaldaten (in Echtzeit Realtime-Daten).
- Sicherungsdaten sind zur Sicherheit kopierte Datenbestände, auf die bei Bedarf, z. B. zur Wiederherstellung irrtümlich gelöschter Daten zurückgegriffen werden kann.
- Originäre versus abgeleitete Daten: Originär sind erst- und einmalig vorhandene Daten. Aus ihnen können Summen, Kopien oder andere Konstrukte gebildet (abgeleitet) werden.
- Serielle Daten (auch sequentielle Daten genannt): Die Daten werden nicht unter dem Managementsystem einer Datenbank (DBMS) verwaltet, sondern in einer Standard-Dateiform des Betriebssystems gespeichert und verarbeitet. In der Regel ist dabei ein Direktzugriff nicht möglich; die Daten müssen dann der Reihe nach geschrieben bzw. gelesen werden.
- Historische Daten: Der Datenbestand zu bestimmten Zeitpunkten (z. B. Stand vor Änderungen, Stand zum Jahresanfang) kann getrennt gespeichert und später in bestimmten Funktionen (z. B. Bildschirmanzeige, Vergleichen alt vs. aktuell) verwendet werden.

### Formen der Verarbeitung von Daten
Als Datenoperationen beim Speichern von Daten sind nach dem Prinzip „CRUD“ das erstmalige Erfassen von Daten (create), das Lesen (read), das Verändern (update) und das Löschen (delete) zu unterscheiden. Gegenstand solcher Operationen ist zumeist eine bestimmte Gruppe von Daten (wie eine Kundenadresse, Bestellung etc.), die z. B. nach den Regeln der Datenmodellierung gebildet wurde. Diese datentechnischen Operationen werden durch Computerprogramme ausgelöst, d. h. über entsprechende, in diesen enthaltene Befehle (als Teil eines implementierten Algorithmus) vorgegeben. Die Operationen sind einerseits selbst Input-/Output-Befehle in Bezug auf den Datenbestand, sie stehen zum Teil aber auch im Zusammenhang mit Eingabe und Ausgabe seitens der Benutzer des Computerprogramms.
Zweck der Speicherung von Daten ist in der Regel ihre spätere Nutzung. Dabei lässt sich die einfache Wiedergabe (z. B. in Form von Anzeigen oder Listen) unterscheiden von dem Auswerten, bei dem die Daten in unterschiedliche logische, mathematische oder darstellende Verfahren einfließen (z. B. zur Summenbildung, Durchschnittsberechnung, Differenzbildung, Datenabgleich, als grafische Diagramme usw.).
Eine besondere Form der Daten-Verarbeitung sind der Datenimport (Dateiimport) und Datenexport (Dateiexport) als gängige Methode zum Datenaustausch zwischen verschiedenen Systemen. Hierbei ist unter Umständen auch eine Datenkonvertierung erforderlich, wenn Ausgangs- und Zielsystem unterschiedliche Datenformate oder Dateiformate verwenden.

### Betrachtungs- und Wirkungsebenen für Daten

Wie Daten entstehen und welche Begriffe/Bezeichnungen dabei auftreten können

Der Begriff „Daten“ tritt in unterschiedlichen, miteinander im Zusammenhang stehenden Wirkungs- und Betrachtungsebenen auf. Dies sind im Wesentlichen:
- Im Datenmanagement werden allgemeine Rahmenbedingungen für das Arbeiten mit den Daten festgelegt und im laufenden Betrieb angewendet, zum Beispiel: Wer gilt als Eigentümer der Daten? Wo und wie entstehen die Daten oder werden sie genutzt? Wer darf auf sie zugreifen (Datensicherheit); Regeln und Maßnahmen für den Datenschutz und die Datensicherung; unternehmensweite Modelle und Namenskonventionen; Einsatzkonzepte für Datenwerkzeuge usw.
- Datendesign: Vornehmlich bei Softwareentwicklung im Rahmen von Projekten spielen Daten, neben der Funktionalität der Programme, eine zentrale Rolle. Unter Einsatz individuell hierfür verfügbarer Verfahren und Werkzeuge werden dabei Details der Datenarchitektur festgelegt, z. B.: Welche Daten kennt die Software? Wie stehen sie untereinander im Zusammenhang? Gibt es sie bereits? Werden sie in Datenbanken oder in Dateien verwaltet/gespeichert? Pflicht- oder optional mögliches Feld? Welche Datentypen und Datenstrukturen sind zu bilden? Welche Ausprägungen und Inhalte kann ein Attribut annehmen?
- Technische Implementierung:
  - Die Ergebnisse der Designfestlegungen werden (bei Speicherung in einem Datenbanksystem) in ein Datenbankmodell eingestellt, als Grundlage für die Verarbeitung und Verwaltung der Daten, die die Datenbank aufnehmen soll.
  - In der Programmierung entsteht der Programmcode, über dessen Befehle Daten verarbeitet werden. Mit sogenannten Deklarationen werden Datenstrukturen mit ihren einzelnen Datenfeldern so angeordnet, dass sie die Daten aufnehmen können, und dass bei der Übersetzung Befehle erzeugt werden, wie es den Feldeigenschaften (Position, Länge, Datenformat usw.) entspricht.
- Tatsächliche Daten: Hier werden die Daten tatsächlich gespeichert und von den Programmen benutzt.

### Daten in der Programmierung
Daten sind vornehmlich Quelle und Ziel der Verarbeitung in Computerprogrammen. Dazu sind im Programm, d. h. in dessen Quelltext, dem Verarbeitungszweck entsprechende Deklarationen und Befehle erforderlich. Diese können, abhängig von der Programmiersprache, erhebliche syntaktische und auch sprachlich-begriffliche (semantische) Unterschiede aufweisen. Wichtige datenbezogenen Begriffe sind hier (jeweils mit Synonymen, ähnlichen Begriffen und Beispiel angegeben):
- Datenbestand: Dort werden Daten gespeichert, von einem Programm erzeugt, verändert oder gelöscht und/oder von dort gelesen (siehe auch CRUD). Ähnlich: Datenbank, Datei, Datenbasis; Beispiel: Kundenadressen, Bestelldaten.
- Datensatz: Fasst die auf ein Objekt (Entität) bezogenen Angaben/Werte zusammen. Ähnliche Begriffe: Tupel, Verbund, Recordset; Beispiel: Adresse eines bestimmten Kunden.
- Datenfeld: Eine einzelne, elementare, zu einem Datensatz gehörende Angabe oder Information. Beispiel: Geburtsdatum, Mehrwertsteuersatz in Prozent, Postleitzahl. Ähnlich: Variable, Konstante, Feld.
- Datenstruktur: Zusammenfassung mehrerer Datenfelder zu einer Gruppe. Vertreter: Verbund (Datengruppe), Array/Tabelle, Stack; Beispiel: Telefonnummer(n) des Kunden, Ländercode, Vorwahl, Tel-Nr, gegebenenfalls Durchwahl
- Datentyp: Klassifizierung für Datenfelder und -strukturen, zum Beispiel Text, numerisch/Gleitkomma, Array. Hieran orientieren sich die Befehle (Methoden, Funktionen), die auf die Datenfelder angewendet werden können. Ähnlich: Datenformat; Beispiel: Postleitzahl ist ein numerisches Feld

Weitere Datenbegriffe, denen in der Programmierung / Softwareentwicklung eine wesentliche Bedeutung zukommt, sind beispielsweise: Datenmodellierung, Eingabe und Ausgabe, Datenfluss, …

### Statistik
Seit der Jahrtausendwende soll der Anteil der digitalen Daten den der analogen Aufzeichnungsbestände überschritten haben. Im Jahre 2020 wurden etwa 60 Zettabytes (6*1022 Bytes = 60 Billionen Gigabytes) an digitalen Daten erzeugt und weiterverwendet. Das Gesamtvolumen wuchs in den letzten zehn Jahren um mehr als das zwanzigfache und wächst zurzeit jährlich etwa um 25 %. In Blu-ray Discs ausgedrückt (25 GB, 2.500 TB/m^3, 1,5 TB/kg, Acryl 1,2 t/m^3) entspricht dies dem Gewicht der Giseh-Pyramide, wobei der „Datenhaufen“ deren Größe übersteigt.
Auch in den nächsten Jahren wird sich der weltweite Datenverkehr voraussichtlich vervielfachen, ebenso wie der Anteil an „dunkler Information“, was bedeutet, dass immer mehr Information zwischen Maschinen ausgetauscht wird. Für 2020 wird „die Menge an Daten, die erstellt, vervielfältigt und konsumiert werden, bei etwa 40 Zettabytes liegen – und damit 50-mal so hoch sein wie noch vor drei Jahren“.

## Betriebs- und Volkswirtschaftslehre
In Betriebs- und Volkswirtschaftslehre versteht man unter Daten gegebene und meist durch den Entscheidungsträger nicht beeinflussbare ökonomische Größen. Beide Wissenschaften nehmen die etymologische Herkunft des Wortes (lateinisch datum, ‚das Gegebene‘) wörtlich. Die Umwelteinflüsse auf diese Entscheidungen teilt man in endogene Faktoren wie die innerbetriebliche Akzeptanz von Unternehmensentscheidungen oder die Störanfälligkeit bei der Durchführung der Leistungsprozesse und exogene Faktoren ein. Hierzu gehören naturbedingte (Angaben zum Klima und Wetterdaten) und gesellschaftsbedingte Daten (wie Gesetze, Tarifverträge, Aktionsparameter der Konkurrenten, Lieferanten und Abnehmer oder Institutionen), die nicht als Reaktion auf eigene Aktionsparameter zu verstehen sind. Unterbleibt jeglicher Beeinflussungsversuch durch den Entscheidungsträger, handelt es sich wie bei den naturbedingten Gegebenheiten auch bei den gesellschaftsbedingten um Datenparameter. Sie sind insbesondere die durch die äußere Umgebung eines Unternehmens (Markt, Staat, Zentralbank, Aufsichtsbehörden, Ausland) festgelegten Rahmenbedingungen, welche zumindest kurzfristig weder direkt noch indirekt durch eigene Entscheidungen beeinflussbar sind. Der Entscheidungsrahmen sieht mithin die Entscheidungsumwelt als ein unveränderliches Datum an.
Als wesentliche Entscheidungsgrundlage dienen Unternehmensdaten, die ein Unternehmen bei seiner Tätigkeit innerhalb eines Geschäftsjahres sammelt. Sie werden unterteilt nach operativen Daten, die zur Abwicklung des operativen Geschäfts dienen und dispositive Daten, die das Management für Managemententscheidungen benötigt. Lediglich ein geringer Teil aus dem Rechnungswesen gelangt im Rahmen der Publizitätspflicht aus bilanzrechtlichen Gründen durch Veröffentlichung im Jahresabschluss oder in Quartalsberichten an die interessierte Öffentlichkeit.
Unterschieden wird in beiden Wissenschaften zwischen „harten“ und weichen Daten, je nachdem, ob sie mit quantifizierenden Messmethoden als Messzahlen gewonnen werden oder ob sie personen- und/oder situationsabhängig und für unterschiedliche Interpretationen zugänglich sind.

## Technik
- Technische Daten sind Daten, welche die wesentlichen technischen Merkmale von Gegenständen beschreiben. Als Gegenstände kommen insbesondere alle technisch orientierten Anlagen, Arbeitsgeräte, Arbeitsmittel, Betriebsmittel, Bauteile, Computer, Haushaltsgeräte, Maschinen, Produktionsmittel, Transportmittel, Verkehrsmittel, Waren oder Werkstoffe in Betracht. Technische Daten sind technische Angaben zu einem Gerät wie beispielsweise Abmessungen, Gewicht, Leistung oder Verbrauch (Energieverbrauch wie Stromverbrauch oder Wasserverbrauch)[24] oder auch Inhaltsstoffe in Arzneimitteln, Genussmitteln, Getränken, Kosmetika sowie Lebens- und Nahrungsmitteln. Technische Daten ergeben sich unter anderem aus Bauanleitungen, Baubeschreibungen, Gebrauchsanleitungen, Manuals, Packungsbeilagen, Schaltplänen usw.
- Im Bereich der Telemedien unterscheidet man Nutzungsdaten, Randdaten oder Verkehrsdaten.
- Umweltdaten geben Auskunft über den Zustand und die Entwicklung der Umwelt und können empirisch durch Messung erhoben werden.

## Beispiele

### Daten im allgemeinen Sinn
- Inhalte von Lexika und Büchern
- Die an einem Thermometer angezeigte Temperatur
- Die Jahresringe eines Baumes oder ähnliche biologische (messbare) Merkmale
- Die (gemessene) Geschwindigkeit eines vorbeifahrenden Fahrzeugs
- Antworten bei Umfragen, Volkszählungen – auf die Fragen in Fragebögen
- Ergebnisse von Experimenten in den Naturwissenschaften, technische Fakten
- Pressearchive von Zeitungsverlagen
- Der Inhalt von Schriftstücken (z. B. Briefe, Notizen, Protokolle usw.)

### Daten in der Informatik
- Bits und Bytes, zum Beispiel:
  - bei der Speicherung auf Datenträgern wie Festplatten, USB-Sticks oder DVDs
  - bei der Übertragung über das Internet oder an das Mobiltelefon
- als Zeichenketten bzw. Texte in Textdateien
- als Binärdateien (z. B. Maschinencode, Datenbankinhalte, digitale Fotos, Tonaufnahmen oder Videos usw.)